# Paso Internacional Los Libertadores
El Paso internacional Los Libertadores, también llamado Paso Internacional Cristo Redentor (también llamado Túnel del Cristo Redentor) es un paso fronterizo en la cordillera de los Andes entre Argentina y Chile. Es la principal ruta entre Los Andes, 
Región de Valparaíso (Chile) y la provincia de Mendoza (Argentina), además de permitir el paso de vehículos pesados entre ambos países.
En el lado argentino, la ruta de acceso posee una leve inclinación hasta que finalmente entra a un túnel que se sitúa en los 3500 m s. n. m. El lado chileno, presenta una gran cantidad de curvas para poder salvar la pronunciada pendiente.

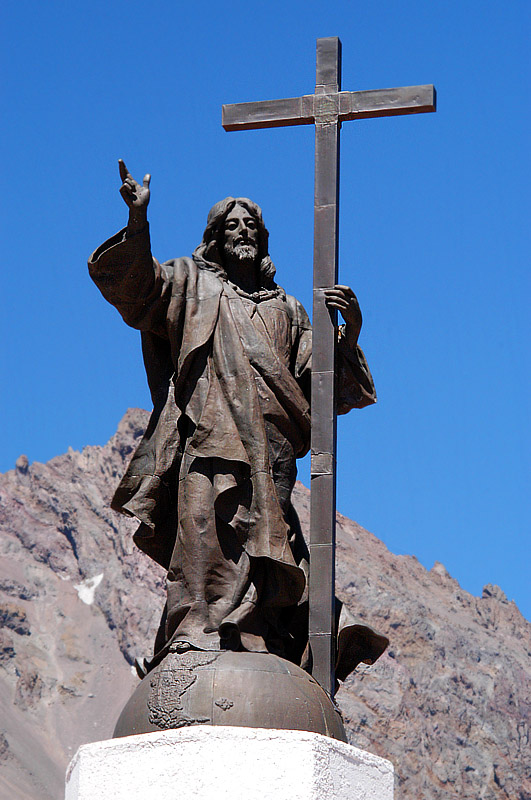
Cristo Redentor de los Andes

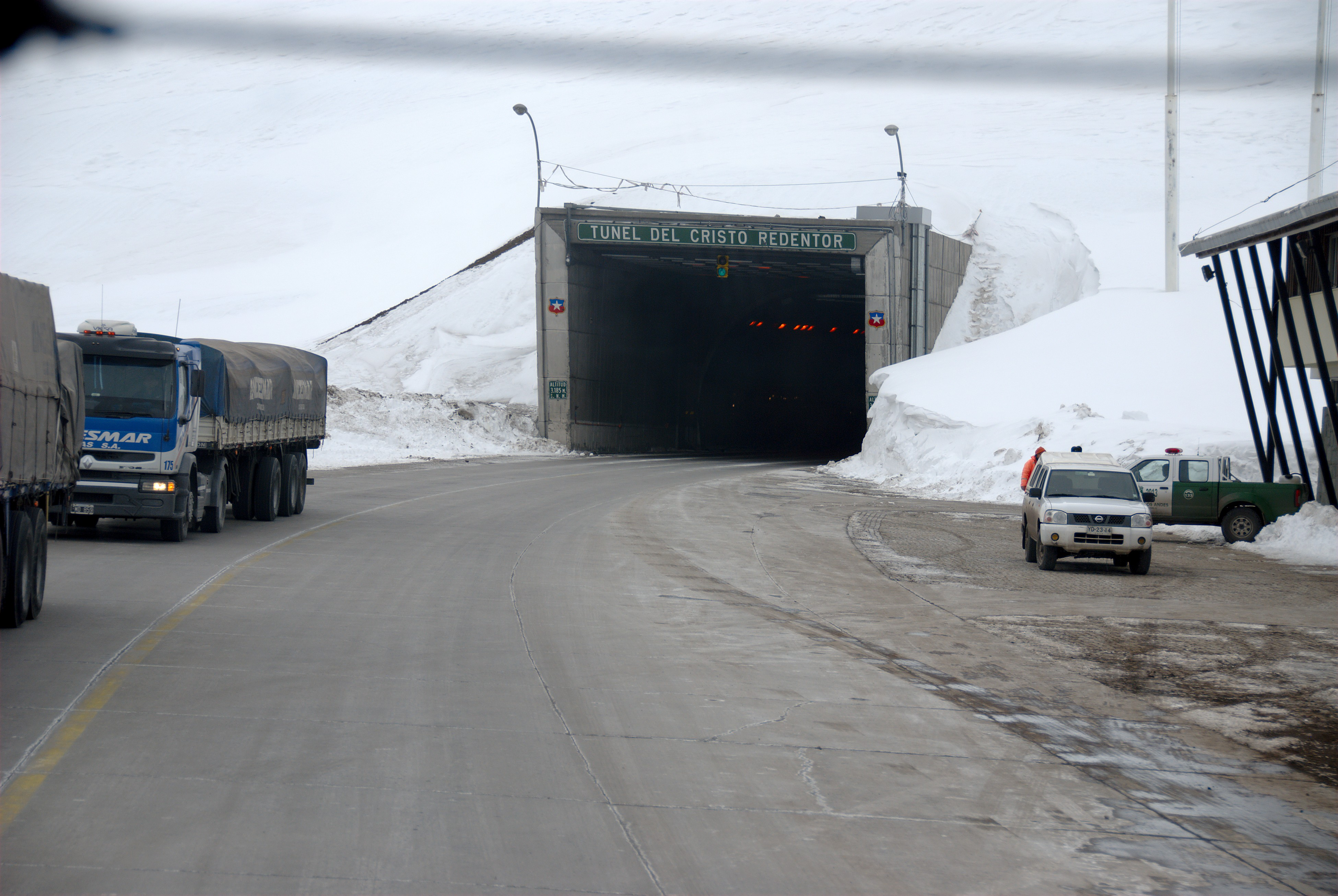
La boca chilena del túnel Cristo Redentor, en invierno.

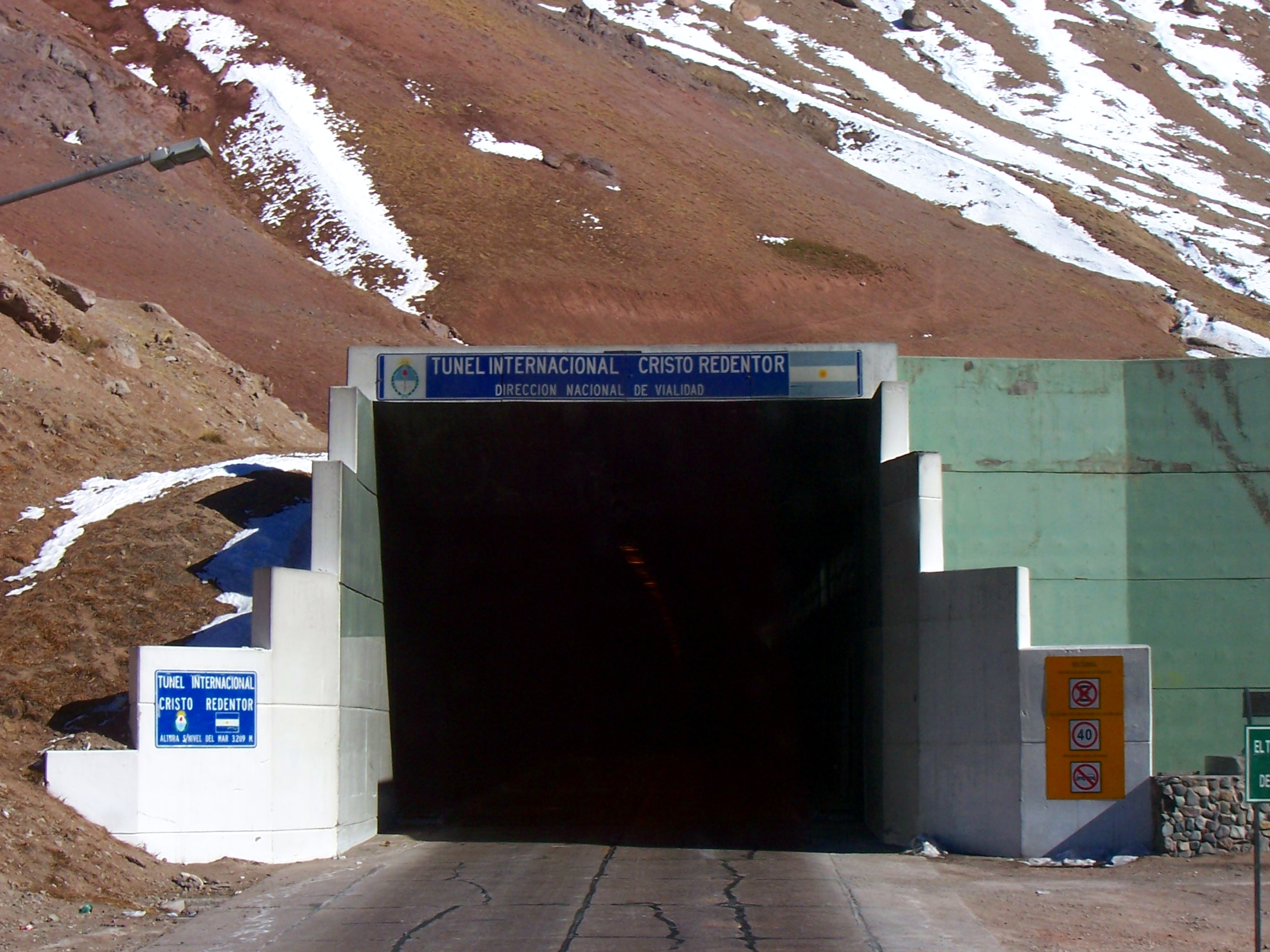
La boca argentina del túnel Cristo Redentor

## Historia
Inaugurado en 1980, el túnel del Cristo Redentor de 3,08 km de largo y a una altitud de 3175 m s. n. m., sirve como una importante ruta terrestre entre Chile y Argentina, aunque suele ser cerrado durante el invierno a causa de la nieve o por peligro de derrumbes. Su nombre proviene de la estatua de 4 t del Cristo Redentor de los Andes que se ubica justo sobre la línea fronteriza, a casi 4000 m s. n. m.
Desde la década de 1990, el paso venía presentando congestión, lo que producía, según estimaciones, un millón quinientos mil dólares estadounidenses en pérdidas en concepto de turismo y transporte. Por lo anterior, en febrero de 2016, la concesionaria Nuevo Complejo Fronterizo Los Libertadores S.A., del grupo español ACS, comenzó las obras para levantar un nuevo complejo fronterizo, con una inversión cercana a los noventa millones de dólares estadounidenses. Las nuevas instalaciones se ubicarán a trescientos metros del actual recinto, en el sector Llano La Calavera, en un terreno de más de tres hectáreas, donde se construirán veinticinco mil metros cuadrados de infraestructura para control de vehículos, subcomisaría de Carabineros, estacionamientos, baños, sistema de extracción de basura y alojamientos para funcionarios. Se estima que las faenas finalicen en mayo de 2019. La concesión durará doce años.

## Túneles alternativos
Para evitar un posible colapso del paso fronterizo en caso de una inhabilitación prolongada del túnel principal, se ha propuesto la construcción de dos nuevos túneles. El primero es el túnel Juan Pablo II, que sería construido a 20 km del actual a una altitud de 2250 m s. n. m. y tendría una longitud de 27,2 km. Este túnel uniría a las localidades de Los Horcones en la Argentina, y El Juncal en Chile.
El otro túnel propuesto, llamado Paso Las Leñas, sería construido a 2050 m s. n. m. de altura y tendría una longitud de 13 km, uniendo la comuna de Machalí en Chile, con el poblado de El Sosneado, cercano a San Rafael, en la Argentina.